# Adraneothrips huachucae
Adraneothrips huachucae är en insektsart som beskrevs av Ian A. Hood 1927. Adraneothrips huachucae ingår i släktet Adraneothrips och familjen rörtripsar. Inga underarter finns listade i Catalogue of Life.